# Геккер, Август Фридрих
Геккер, Август Фридрих (нем. Hecker, August Friedrich, 1763—1811) — немецкий врач, профессор Эрфуртского университета, автор первого руководства по патологической физиологии “Grundriß der Physiologia pathologica” (1791).

## Биография
Геккер изучал медицину в Университете Галле, где получил докторскую степень в 1787 году. Работал врачом в Франкенхаузене. В 1790 году стал профессором медицины в Эрфуртском университете. С 1805 года - в Берлинском университете. За свои профессиональные заслуги получил титул советника короля Пруссии.
Отец Юстуса Геккера.

## Научные труды
Рассматривал патологические явления, как и его предшественники по кафедре Эрфуртского университета, с позиций физики, химии и физиологии, ориентируясь на запросы клинической медицины.
- Grundriß der Physiologia pathologica (Physiologia pathologica) (Halle, 1791-1799, 2 vol.) ;
- Instructions pour reconnaître et pour traiter les maladies vénériennes (Erfurt, 1791) ;
- Tableaux d'histoire de la médecine (Halle, 1791) ;
- Histoire générale des sciences naturelles et de la médecine (Leipzig, 1793) ;
- l’Art de guérir les maladies des hommes (Erfurt, 1804-1808, 2 vol.), plusieurs fois réédité ;
- la Marche de la médecine vers la certitude ou Théories, systèmes et méthodes depuis Hippocrate jusqu'à nos jours (Erfurt, 1808) ;
- Manuel complet de médecine de guerre (Gotha, 1816-1817, 3 vol.) ;
- Dictionnaire de médecine théorique et pratique (Gotha, 1838, 2 vol.).